# Fred Van Hove
Fred Van Hove (Amberes, Bélgica, 19 de febrero de 1937 - 12 de enero de 2022) fue un compositor, acordeonista y pianista belga de jazz.

## Historial
Comenzó tocando en bandas de rock y en big bands, acompañando a cantantes, aunque ya desde muy pronto simultanea estos trabajos con sesiones de free jazz. Entre 1965 y 1975, tocará asiduamente con Peter Brötzman, aunque desarrolla a la vez actuaciones en solitario y grabaciones con músicos como el saxofonista Cel Overberghe. Tras fundar e impulsar una asociación para el desarrollo de la música free en su país (1973, Werkgroep Improviserende Musici), toca en pequeñas formaciones (sobre todo, en formato dúo) con Michel Portal, Anthony Braxton, Steve Lacy, o Albert Mangelsdorff. Desarrolla después un interesante trabajo con órganos de iglesia, con grandes columnas de sonido e impresionantes clusters.
Realiza giras por toda Europa, Japón, Canadá y Estados Unidos, y escribe diversas bandas sonoras y música para teatro. Muy influenciado por Cecil Taylor, aun cuando siempre lo ha negado, desarrolló no obstante un estilo muy apegado a las raíces musicales de su tierra, especialmente con el acordeón. Para algunos autores, es uno de los improvisadores más fascinantes del piano moderno.